# Volubilis (Alfred Boucher, 1896)
Volubilis est une sculpture en marbre d'Alfred Boucher, datant de 1896.
Le titre de la statue reprend celui d'un poème de Sully Prudhomme.

## Versions et historique
En 1894, Alfred Boucher est chargé de créer le monument funéraire de Ferdinand Barbedienne.
Il imagine, et réalise en bronze,
une sculpture allégorique, 
une figure féminine assise, telle la Vie éteignant son flambeau.
Pour le Salon de 1896,
Boucher transpose ce bronze en marbre.
Il y remporte un vif succès auprès des critiques,
qui soulignent
« la grâce chaste et la délicatesse ingénue de cette figure en haut-relief de jeune fille qui se détache sur un fond de haute futaie ciselé avec une rare finesse en plein marbre »
,.
Ce succès entraînera d'ailleurs Boucher à reprendre plusieurs fois cette figure, dans des dimensions et des matériaux variés.
Le marbre de 1896, haut de 1,20 mètre, rejoint ensuite la collection de Ramón Santamarina, homme d'affaires argentin qui l'acquiert vers 1900, sans doute de Boucher lui-même.
Il entre en 2022 au fonds des Musées nationaux de France
,.
Pour cet achat, la RMN bénéficient de l'aide de plusieurs acteurs publics (Fonds du Patrimoine), Fonds régional pour les acquisitions des musées du Grand-Est, département de l'Aube) et de personnes privées
.
Il est visible au musée Camille-Claudel de Nogent-sur-Seine, dont une conservatrice confie combien « ce marbre se distingu[e] par sa qualité et son grand format. »

## Galerie

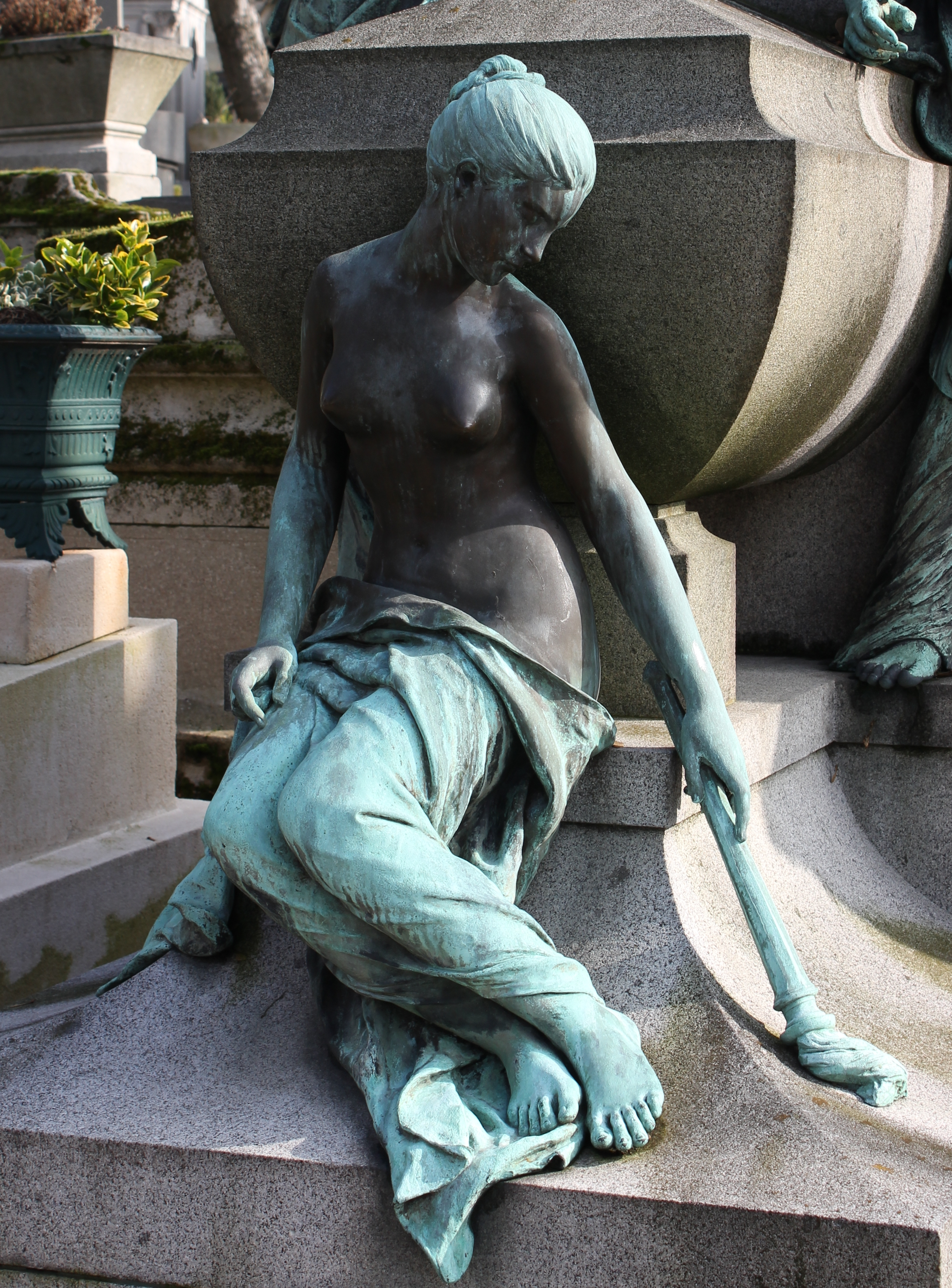
La Douleur, tombe de Ferdinand Barbedienne, Père-Lachaise
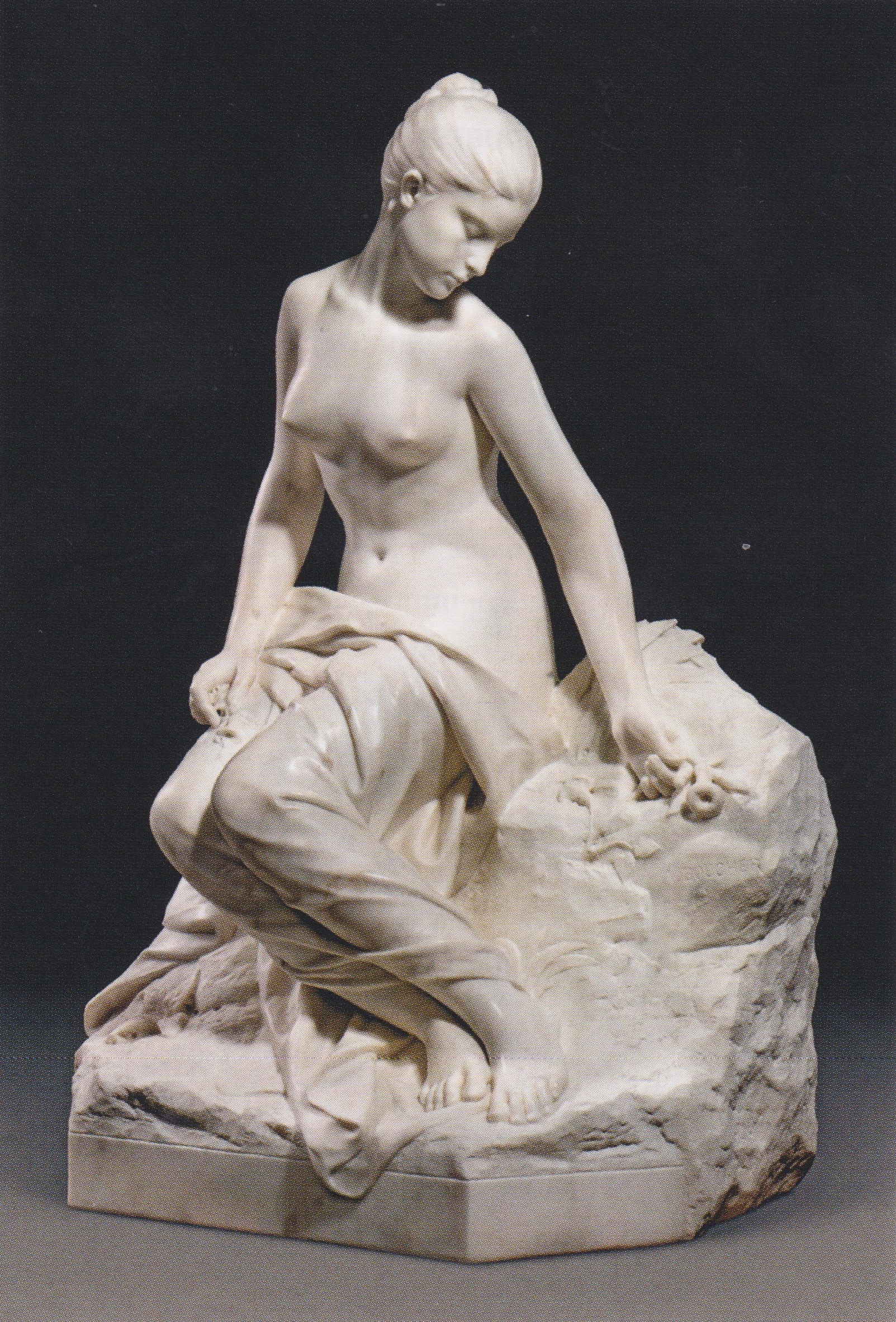
Volubilis, Musée Camille-Claudel.
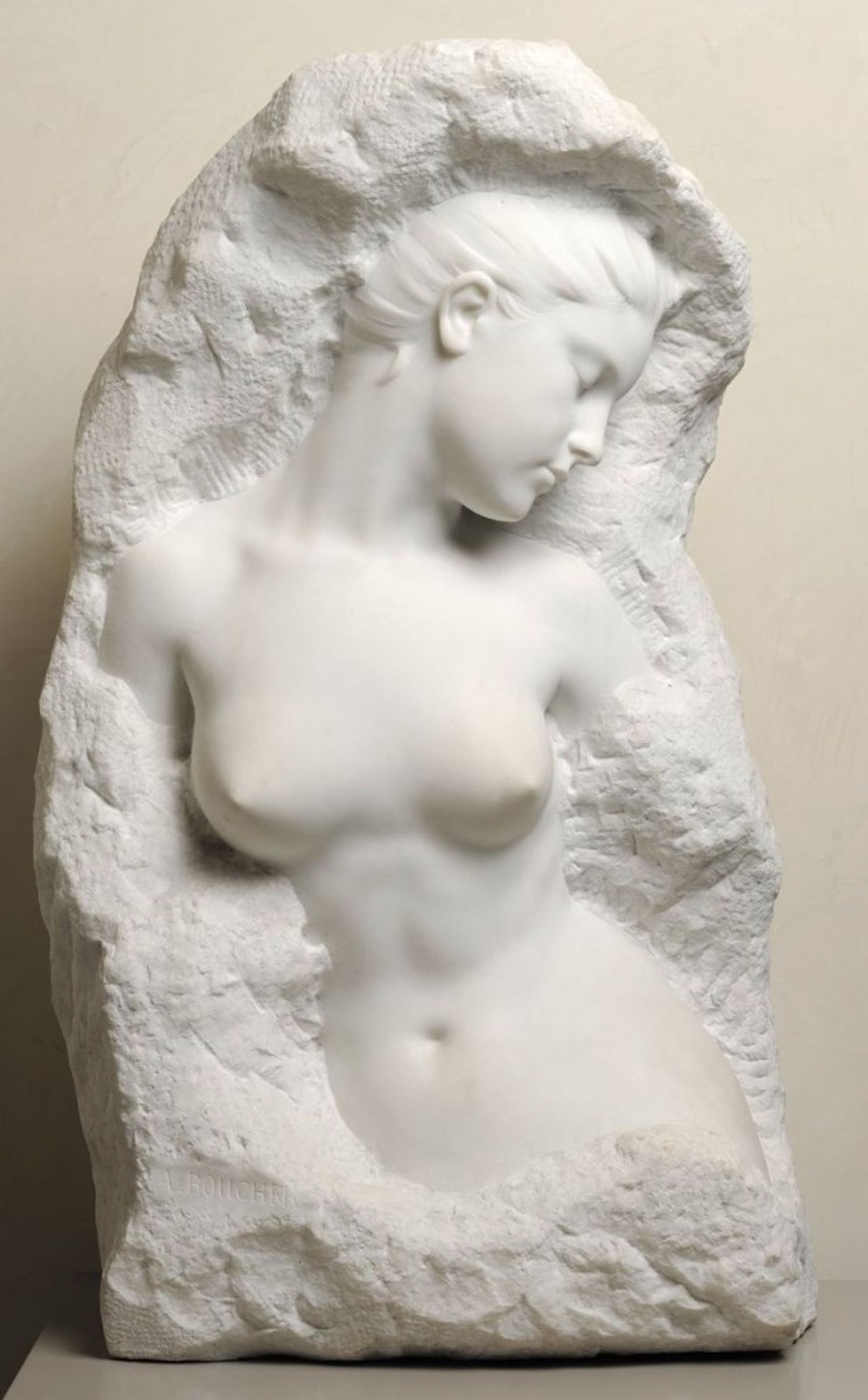
Volubilis, Musée des Beaux-Arts de Lyon